# Uwe Swarat
Uwe Swarat (* 7. September 1955 in Celle) ist ein deutscher baptistischer Theologe und emeritierter Hochschullehrer.

## Leben
Nachdem Swarat 1974 das Abitur am Herzog-Ernst-Gymnasium Uelzen abgelegt hatte, studierte er an den Universitäten Tübingen und Erlangen Evangelische Theologie. Von 1981 bis 1985 war er Wissenschaftlicher Assistent an der Universität Erlangen (bei Karlmann Beyschlag); anschließend verbrachte er ein Kandidatenjahr zur Vorbereitung auf den pastoralen Dienst am Theologischen Seminar des Bundes Evangelisch-Freikirchlicher Gemeinden (BEFG) in Hamburg. Von 1986 bis 1987 arbeitete er als Lektor für Theologie im R. Brockhaus Verlag, Wuppertal. 1988 wurde er in Erlangen zum Dr. theol. promoviert. Von 1988 bis zu seiner Emeritierung 2022 lehrte er als Dozent (bzw. seit 2008 als Professor) für Systematische Theologie und Dogmengeschichte am Theologischen Seminar des BEFG. Er begleitete den Umzug des Seminars nach Elstal bei Berlin und seine Aufwertung zur Theologischen Hochschule Elstal und wirkte unter anderem als Bibliotheksleiter (1997–2002) und als Studienleiter (2003–2018).
Swarat hat zahlreiche Veröffentlichungen zur Dogmatik und zur Ökumenischen Theologie vorgelegt. Er war Mitherausgeber und Schriftleiter der Zeitschrift Theologisches Gespräch (1991–2007) und Mitherausgeber der Ökumenischen Rundschau (2006–2016). Mit Helmut Burkhardt gemeinsam gab er die erste Auflage des Evangelischen Lexikons für Theologie und Gemeinde (1992–1994) heraus, mit Heinzpeter Hempelmann die zweite (2017 ff). Von 1997 bis 2017 war er Mitglied des Deutschen Ökumenischen Studienausschusses (DÖSTA), von 2006 bis 2015 dessen Vorsitzender.
Seit 1978 ist Swarat mit Elisabeth geb. Suckut verheiratet; gemeinsam haben sie drei Kinder.

## Veröffentlichungen (Auswahl)
- Alte Kirche und Neues Testament. Theodor Zahn als Patristiker. R. Brockhaus,  Wuppertal und Zürich 1991.
- Gnade und Glaube. Studien zur baptistischen Theologie, Evangelische Verlagsanstalt.
  - Teil 1: Bibel – Rechtfertigung – Gemeinde und Kirche – Kirche und Staat, Leipzig 2021, ISBN 978-3-374-06835-7.
  - Teil 2: Taufe – Abendmahl – Ökumene, Leipzig 2024, ISBN 978-3-374-07672-7.
- Lob der großen Taten Gottes. Einführung in die "Rechenschaft vom Glauben", Oncken Verlag, Kassel 2022, ISBN 978-3-87939-160-8.
- Praxisrelevant. Theologie für die christliche Gemeinde, Oncken Verlag, Kassel 2022, ISBN 978-3-87939-635-1.

als Mitherausgeber
- mit Johannes Oeldemann und Dagmar Heller: Von Gott angenommen – in Christus verwandelt. Die Rechtfertigungslehre im multilateralen ökumenischen Dialog (= Beiheft zur Ökumenischen Rundschau Nr. 78). Lembeck, Frankfurt am Main 2006.
- mit Bernd Oberdorfer: Tradition in den Kirchen: Bindung, Kritik, Erneuerung, Lembeck, Frankfurt am Main 2010, ISBN 978-3-87476-627-2.
- mit Johannes Oeldemann, Friederike Nüssel und Athanasios Vletsis: Dokumente wachsender Übereinstimmung. Sämtliche Berichte und Konsenstexte interkonfessioneller Gespräche auf Weltebene.. Band 4: 2001–2010. Bonifatius, Paderborn/ Evangelische Verlagsanstalt, Leipzig 2012.
- mit Thomas Söding: Gemeinsame Hoffnung – über den Tod hinaus. Eschatologie im ökumenischen Gespräch (= Quaestiones Disputatae 257). Herder, Freiburg i. Br. 2013.
- mit Ulrike Link-Wieczorek: Die Frage nach Gott heute. Neue ökumenische Zugänge zu klassischen Denktraditionen. Eine Studie des Deutschen Ökumenischen Studienausschusses. Evangelische Verlagsanstalt, Leipzig 2019.
- mit Johannes Oeldemann, Friederike Nüssel und Athanasios Vletsis: Dokumente wachsender Übereinstimmung Band 5: 2011–2019. Bonifatius, Paderborn 2021, ISBN 978-3-89710-903-2.